# 米赫利夫希納
51°5′47″N 29°38′43″E / 51.09639°N 29.64528°E
米赫利夫什奇納（烏克蘭語：Міхлівщина）是位於烏克蘭北部的村莊，由基辅州维什霍罗德区的克拉斯亞蒂奇市鎮負責管轄。該村始建於1939年，面積8平方公里，海拔高度138米，2001年人口59，人口密度每平方公里7.4人。